# Ek Ladki Ko Dekha Toh Aisa Laga
 (février 2018).
Si vous disposez d'ouvrages ou d'articles de référence ou si vous connaissez des sites web de qualité traitant du thème abordé ici, merci de compléter l'article en donnant les références utiles à sa vérifiabilité et en les liant à la section « Notes et références ».
Pour plus de détails, voir Fiche technique et Distribution.
Ek Ladki Ko Dekha Toh Aisa Laga est un film indien de Bollywood réalisé par Shelly Chopra et produit par Vidhu Vinod. Cette comédie dramatique inspirée du roman "Une demoiselle en détresse" de P. G. Wodehouse et de l'expérience personnelle de l'auteure met en vedette Anil Kapoor, Sonam Kapoor, Juhi Chawla et Rajkummar Rao.

## Synopsis
Certaines histoires d'amour sont compliquées. Celle de Sweety est l'une d'entre elles. Entre une famille qui s'est mis en tête de lui trouver un époux coûte que coûte, un jeune écrivain fou d'elle dont elle ne retourne pas les sentiments et garder secret l'objet de son affection qui pourrait ne pas être accepté par sa famille ou la société.

## Fiche Technique
- Titre : Ek Ladki Ko Dekha Toh Aisa Laga
- Traduction du titre : Voilà ce que j'ai ressenti quand j'ai vu cette fille
- Réalisateur : Shelly Chopra Dhar
- Scénario : Gazal Dhaliwal & Shelly Chopra Dhar
- Musique : Rochak Kohli
- Bande originale : Sanjay Wandrekar & Atul Raninga
- Parolier : Gurpreet Saini
- Chorégraphies : Adil Shaikh, Mudassar Khan
- Photographie : Vikas Sivaraman
- Montage : Ashish Suryavanshi
- Production : Vidhu Vinod Chopra
- Langue : hindi
- Pays d'origine : Inde
- Date de sortie : 1er février 2019
- Format : Couleurs
- Genre : Comédie dramatique et romance
- Durée : 120 minutes (2 h)

## Distribution
- Anil Kapoor : Balbir Chaudhary
- Sonam Kapoor : Sweety Chaudhary
- Rajkummar Rao : Sahil Mirza
- Juhi Chawla : Chatro
- Madhu Malti
- Regina Cassandra
- Abhishek Duhan
- Abdul Quadir Amin
- Brijendra Kala
- Aron Mitr
- Seema Pahwa
- Sara Arjun : Sweety Chaudhary jeune

## Musique
La musique de l'album a été intégralement composée par Rochak Kohli.
1. Ek Ladki Ko Dekha Toh Aisa Laga
Musique : Rochak Kohli
Parolier : Gurpreet Saini
Interprète : Darshan Raval, Rochak Kohli
2. Ishq Mitha
Musique : Rochak Kohli
Parolier : Gurpreet Saini
Interprète: Navraj Hans, Harshdeep Kaur 
3. Good Morning
Musique : Rochak Kohli
Parolier : Gurpreet Saini
Interprète : Vishal Dadlani, Shannon Donald 
4. Chitthiye
Musique : Rochak Kohli
Parolier : Gurpreet Saini
Interprète : Kanwar Grewal 
5. House Party Song
Musique : Rochak Kohli
Parolier : Gurpreet Saini
Interprète : Sukhwinder Singh, Arjun Kanungo, Parry G 

## Autour du film
- Le film est inspiré de la chanson éponyme tirée du film "1942 : A Love Story" réalisé par Vidhu Vinod Chopra en 1998 dans lequel Anil Kapoor tenait le rôle titre aux côtés de Manisha Koirala

- Les acteurs Anil Kapoor et Sonam Kapoor sont père et fille dans la vie réelle[5].
- Ce film marque la réunion de Juhi Chawla et Anil Kapoor après 11 ans. Ce sera leur neuvième film ensemble.
- L'affiche du film a été dévoilée le jour de l'anniversaire d'Anil Kapoor, le 24 décembre 2018[6] et une seconde affiche a été partagée par l'équipe du film deux jours plus tard.
- La bande-annonce du film a été diffusée le 27 décembre et a été vue plus de dix millions de fois en 24h.
- Le film, écrit par la scénariste transgenre Gazal Dhaliwal qui s'est inspiré de sa propre expérience[7].
- Le film est inspiré du roman "Une demoiselle en détresse" de P. G. Wodehouse.
- Il s'agit du premier film romantique mainstream de Bollywood avec un personnage principal homosexuel[8],[9].
- L’Académie des Oscars, aux Etats-Unis, a demandé à conserver dans sa bibliothèque un exemplaire du scénario[10],[11].